# Obwód żambylski
Obwód żambylski (kaz. Жамбыл облысы) – obwód w południowej części Kazachstanu, graniczący z Kirgistanem. Stolicą obwodu jest Taraz (Тараз). Obwód ma powierzchnię 144 200 km², zamieszkuje go milion mieszkańców.
Podstawą gospodarki regionu jest wydobycie fosforanów.

## Historia
Region został ustanowiony 14 sierpnia 1939 roku dekretem prezydium Rady Najwyższej ZSRR z części obwodu południowokazachstańskiego (sześć rejonów) oraz obwodu ałmackiego (trzy rejony) jako obwód dżambulski (rus. Джамбульская область). Nazwa ta została zmieniona w dniu 14 maja 1993 na obwód żambylski. Została ona nadana na cześć kazachskiego i sowieckiego poety akyna Żambyła Żabajewa. Początkowo obwód składał się z następujących rejonów:
- miasto Dżambuł
- rejon Dżambuł (obecnie rejon Żambył)
- rejon Koktersk
- rejon Krasnogorsk
- rejon Kurdaj (obecnie rejon Kordaj)
- rejon Łukowsk (obecnie rejon Ryskułow)
- rejon Merkiy
- rejon Sary-Su (obecnie rejon Sarysu)
- rejon Swierdlow (obecnie rejon Bajzak)
- rejon Tałas
- rejon Czujsk (obecnie rejon Szu)

W 1951 roku, w wyniku wydzielenia z obwodu południowokachstańskiego, dołączony został rejon Żuały. W 1964 roku został utworzony rejon Mojynkum. Rejon Krasnogorsk w 1988 roku wszedł w skład rejonu Kurdaj.
8 stycznia 1997 roku dekretem Prezydenta Kazachstanu nazwa stolicy miasta została zmieniona na Taraz, obwód jednak zachował swoją dawną nazwę.

## Rejony
- rejon Bajzak
- rejon Kordaj
- rejon Merky
- rejon Mojynkum
- rejon Ryskułow
- rejon Sarysu
- rejon Szu
- rejon Tałas
- rejon Żambył
- rejon Żuały

## Geografia
Obwód zajmuje 144 264 км², z czego większość terytorium to równina. W jego zachodniej części, na północnym wschodzie od osady Karatau, położona jest pustynia Ajkene o powierzchni 3200 км2.
Rejon posiada bogatą faunę i florę. Liczba gatunków roślin szacowana jest na ponad 3 tys., a gatunków zwierząt na ponad czterdzieści. Powierzchnia terenów łownych to około 13,9 tys. hektarów. W obwodzie znajduje się Fundusz Rybacki o powierzchni 27,8 tys. hektarów obejmujący 81 zbiorników, w tym 59 przystosowanych do rybołówstwa. Do największych należą: Tasotkelsk oraz Ters-Aszybulaksk. Najczęściej spotykanymi gatunkami ryb są: amur biały, karp, hypophthalmichthys, sander, wobła kaspijska oraz leszcz.
Na terytorium obwodu położone są trzy zakazniki:
- Narodowy zakaznik przyrody «Урочище „Бериккара”» – kompleks o powierzchni 17,5 tys. hektarów na którym rośnie ponad 50 gatunków roślin wpisanych do Czerwonej Księgi Gatunków Zagrożonych. Wśród zwierząt żyją między innymi: owca dzika, jeżozwierz indyjski oraz muchodławka rajska[4].
- Narodowy zakaznik przyrody «Урочище „Каракунуз“» – rezerwat florystyczny o łącznej powierzchni 3,07 tys. hektarów położony na zachodnich stokach Ałatau Zailijskii. Do występujących gatunków należą plantacje owocowe jabłoni, wiśni, śliwa wiśniowej oraz winogrona. Naturalnie występują klon, robinia akacjowa, orzech włoski oraz morwa[5].
- Andasajski narodowy zakaznik przyrody – faunistyczny rezerwat rozciągający się na obszarze 1000 tys. hektarów. Położony jest na prawym brzegu rzeki Czu, na zachód od sioła Mojynkum Roślinność jest zdominowana przez ostnicę, kostrzewę walezyjską oraz gatunek z rodziny szarłatowatych Anabasis salsa. Rosnące tu wcześniej efemerydy jak na przykład saksauł czarny porosły wierzbami. Fauna składa się między innymi z dzikiej owcy, osła azjatyckiego, gazeli czarnoogonowej, dzika euroazjatyckiego, bażanta zwyczajnego oraz kuropatwy zwyczajnej[6].

## Demografia
Obecnie (2015 rok) w rejonie żyje 1.098.740 osób. Ludność składa się z ponad 100 przedstawicieli różnych narodowości z czego około 71% stanowią Kazachowie. Największy odsetek innych narodowości znajduje się w mieście Taraz – w 2009 roku wynosił 30%.
Spis ludności z 1999 roku odnotował 988 840 mieszkańców. Wskaźnik urbanizacji wyniósł 47%, natomiast gęstość zaludnienia 6,9 osoby na km².
| Rejon          | Kazachowie | Rosjanie | Dunganie | Turcy | Uzbcy  | Kurdowie | Azerowie | Koreańczycy | Kirgizi | Tatarzy | Niemcy | Inni  |
| -------------- | ---------- | -------- | -------- | ----- | ------ | -------- | -------- | ----------- | ------- | ------- | ------ | ----- |
| Miasto Taraz   | 235 084    | 64 206   | 1 260    | 4 712 | 22 091 | 1 943    | 978      | 7 761       | 4 451   | 5 569   | 2 093  | 6 835 |
| Rejon Bajzak   | 81 609     | 2 274    | 14       | 8 315 | 555    | 1 038    | 703      | 243         | 347     | 309     | 239    | 905   |
| Rejon Żambył   | 56 457     | 3 520    | 7 503    | 4 003 | 753    | 4 733    | 223      | 124         | 819     | 872     | 247    | 766   |
| Rejon Żuały    | 45 623     | 3 278    | 5        | 13    | 180    | 3        | 597      | 31          | 147     | 66      | 142    | 832   |
| Rejon Kordaj   | 69 680     | 14 658   | 43 832   | 995   | 321    | 383      | 3 681    | 207         | 1 422   | 279     | 433    | 1 550 |
| Rejon Merky    | 60 415     | 6 470    | 6        | 8 838 | 1 846  | 376      | 2 470    | 140         | 1 125   | 360     | 332    | 1 297 |
| Rejon Mojynkum | 29 670     | 2 164    | 6        | 8     | 73     | 307      | 20       | 50          | 141     | 74      | 59     | 205   |
| Rejon Sarysu   | 40 613     | 2 104    | 0        | 3     | 77     | 527      | 36       | 33          | 68      | 111     | 39     | 188   |
| Rejon Tałas    | 46 007     | 3 657    | 1        | 74    | 60     | 2 282    | 27       | 169         | 247     | 190     | 138    | 315   |
| Rejon Ryskułow | 60 062     | 2 798    | 31       | 46    | 361    | 1        | 26       | 57          | 603     | 444     | 180    | 734   |
| Rejon Szu      | 70 334     | 10 196   | 294      | 5 569 | 695    | 3 127    | 3 395    | 481         | 320     | 810     | 507    | 2 340 |

|             | Spis ludności w 1989 r. | %       | Spis ludności w 1999 r. | %       | Spis ludności w 2010 r. | %       |
| ----------- | ----------------------- | ------- | ----------------------- | ------- | ----------------------- | ------- |
| Łącznie     | 1 038 667               | 100,00% | 988 840                 | 100,00% | 1 043 843               | 100,00% |
| Kazachowie  | 507 302                 | 48,84%  | 640 346                 | 64,76%  | 722 627                 | 69,23%  |
| Rosjanie    | 275 424                 | 26,52%  | 179 258                 | 18,13%  | 141 829                 | 13,59%  |
| Dunganie    | 23 555                  | 2,27%   | 30 333                  | 3,07%   | 42 404                  | 4,06%   |
| Turcy       | 17 145                  | 1,65%   | 24 823                  | 2,51%   | 29 354                  | 2,81%   |
| Uzbecy      | 21 512                  | 2,07%   | 22 501                  | 2,28%   | 24 986                  | 2,39%   |
| Kurdowie    | 8 796                   | 0,85%   | 10 855                  | 1,10%   | 13 220                  | 1,27%   |
| Koreańczycy | 13 360                  | 1,29%   | 14 000                  | 1,42%   | 12 452                  | 1,19%   |
| Azerowie    | 11 653                  | 1,12%   | 10 593                  | 1,07%   | 12 185                  | 1,17%   |
| Tatarzy     | 16 618                  | 1,60%   | 12 576                  | 1,27%   | 10 651                  | 1,02%   |
| Kirgizi     | 5 279                   | 0,51%   | 4 966                   | 0,50%   | 7 752                   | 0,74%   |
| Niemcy      | 70 150                  | 6,75%   | 11 394                  | 1,15%   | 6 695                   | 0,64%   |
| Ukraińcy    | 33 903                  | 3,26%   | 10 013                  | 1,01%   | 3 888                   | 0,37%   |
| Ujgurzy     | 2 805                   | 0,27%   | 2 569                   | 0,26%   | 2 783                   | 0,27%   |
| Czeczeni    | 881                     | 0,08%   | 2 438                   | 0,25%   | 2 548                   | 0,24%   |
| Grecy       | 9 273                   | 0,89%   | 2 024                   | 0,20%   | 1 637                   | 0,16%   |
| Białorusini | 3 986                   | 0,38%   | 1 481                   | 0,15%   | 870                     | 0,08%   |
| Inni        | 17 025                  | 1,64%   | 8 670                   | 0,83%   | 7 962                   | 0,76%   |